# Serie SFB-500
El Sifang Bimodal Serie 500, o SFB-500 es el nombre de una serie de trenes automotores bimodales (BMU) de media-alta velocidad diseñados y fabricados por CRRC-Sifang para la Empresa de los Ferrocarriles del Estado de Chile (EFE), destinados al servicio interregional Tren Chillán-Estación Central. 
Con una inversión de 70 millones de USD, estos trenes son los más modernos y rápidos en servicio en Sudamérica desde su puesta en servicio en 2024. 
La Empresa de los Ferrocarriles del Estado adquirió un total de seis trenes de configuración regional en el marco de su plan «Chile sobre Rieles», con una capacidad de 236 pasajeros sentados y una velocidad comercial de 160 km/h, lo que permitirá unir Santiago y Chillán en 3 horas y 40 minutos.
Estos seis nuevos trenes debían formar parte del servicio Tren Chillán-Estación Central a fines de 2023. Sin embargo, producto de los daños ocasionados por el temporal de Chile de agosto de 2023 a una serie de puentes ferroviarios en la zona central, se anunció la puesta en marcha operativa de los 6 trenes mediante un servicio expreso a la ciudad de Curicó, que inició sus servicios el 19 de enero de 2024 

## Características
De acuerdo con el Gobierno de Chile, las características de los trenes serían las siguientes:
- Puertas automáticas de acceso y a nivel, diferenciándose de los actuales equipos (que utilizan escaleras para el ingreso de pasajeros).

- Baños con accesibilidad universal (los cuales no operan bajo ese estándar en los equipos actuales)

- Espacios acondicionados para sillas de ruedas para personas con movilidad reducida (PMR), mejorando niveles de accesibilidad.

- Espacio de cafetería y máquinas de auto servicio a bordo.

- Acomodaciones para bolsos, maletas u otros bultos (maleteros sobre los asientos, en los extremos de los coches, etc.), aumentando espacio disponible sobre esa materia.

- Asientos reclinables (hoy, en el servicio actual los asientos más económicos no se reclinan)

- Sistemas de información a pasajeros mediante pantallas LED de información y sistema de sonorización que permiten informar en tiempo real las condiciones del viaje, similar al servicio aéreo.

- Cambio de modo de alimentación de energía para la tracción del tren. Modo eléctrico y diésel de forma automática (trenes bimodales o BMU), ante fallas del sistema de alimentación eléctrica, lo que incrementa su fiabilidad.[7]